# Université d'État du Nouveau-Mexique
L’université d'État du Nouveau-Mexique (en anglais : New Mexico State University) est une université située à Las Cruces dans le Nouveau-Mexique, aux États-Unis.
Les New Mexico State Aggies sont l'équipe sportive de l'université.

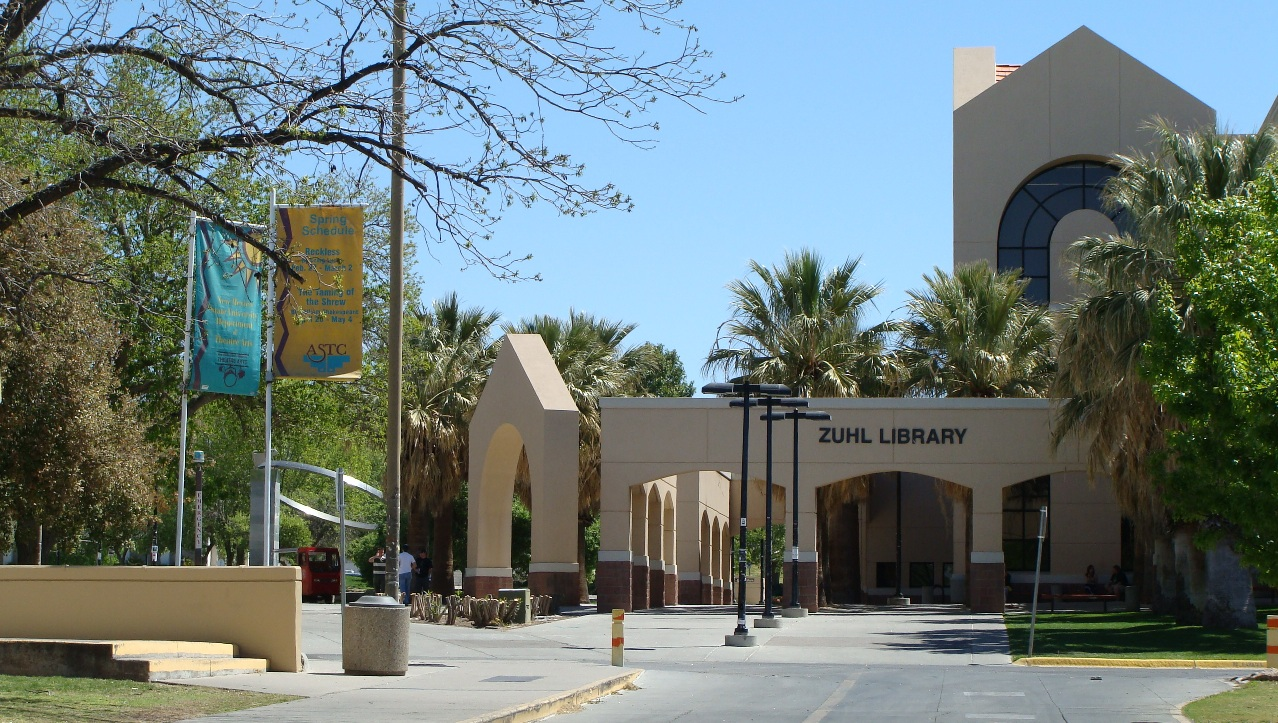
Zuhl Library.

## Personnalités liées à l'université

### Étudiants
- Chng Seok Tin
- Upile Chisala